# Kanton Orange-Ouest
Kanton Orange-Ouest (fr. Canton d'Orange-Ouest) je francouzský kanton v departementu Vaucluse v regionu Provence-Alpes-Côte d'Azur. Tvoří ho sedm obcí.

## Obce kantonu
- Caderousse
- Châteauneuf-du-Pape
- Orange (západní část)
- Piolenc